# Jack Parsons

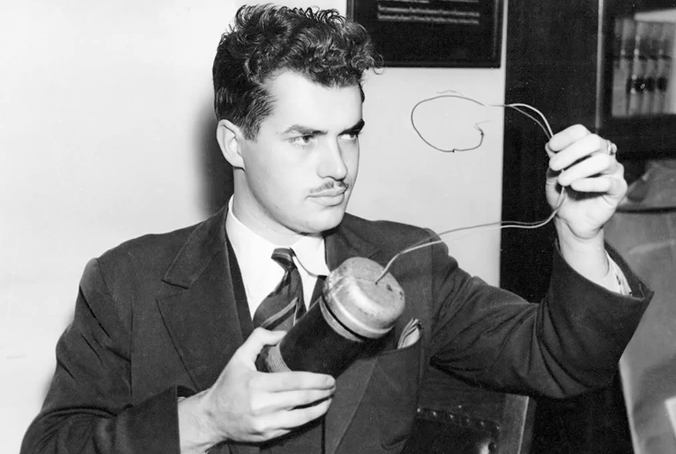
Jack Parsons in 1938

John (Jack) Whiteside Parsons, echte naam Marvel Whiteside Parsons (Los Angeles, 2 oktober 1914 - Pasadena, 17 juni 1952) was een Amerikaanse onderzoeker van brandstof voor raketten. Hij was mede-oprichter van Jet Propulsion Laboratory en Aerojet Corporation. Zijn onderzoeken en uitvindingen op het gebied van de voortstuwing van raketten maakten later de ruimtevaart mogelijk. Hij was een occultist en een volgeling van Aleister Crowley.

## Raketbrandstoffen
Op het gebied van chemie was Parsons een autodidact. In de jaren dertig maakte hij op de campus van California Institute of Technology (Caltech) in Pasadena deel uit van een groepje onderzoekers, dat experimenteerde met raketbrandstoffen. De groep bestond bekend als de Suicide Squad, vanwege de explosies die ze veroorzaakten. Ze werden daarom voor hun proeven verbannen naar een canyon, de Arroyo Seco. De groep betaalde de experimenten zelf, omdat dit soort onderzoek indertijd geen (wetenschappelijke) belangstelling was. Dit veranderde eind jaren dertig. Het Amerikaanse leger, de United States Army vroeg een groep rond professor Theodore von Kármán, Fritz Zwicky en Parsons onderzoek te doen naar, onder meer, raketten om vliegtuigen meer kracht te geven bij het opstijgen: Jet Assisted Take Off (JATO). Parsons' chemische uitvindingen voor de vastebrandstofmotor maakten JATO uiteindelijk mede mogelijk. In 1942 kwam uit deze groep uiteindelijk de onderneming Aerojet voort, die raketten ontwikkelde en produceerde. In 1944 richtten Jack Parsons, Theodore von Kármán en Tsien Hsue-shen het Jet Propulsion Laboratory (JPL) op. De Amerikaanse luchtmacht vroeg JPL onder meer de V2-raketten te analyseren, waaruit verschillende projecten zouden voortvloeien.

## Occultisme
Parsons had een grote belangstelling voor occulte zaken. Zo riep hij voor elke raketlancering de god Pan op. Hij werd een volgeling van de britse occultist, filosoof en mysticus Aleister Crowley, de schrijver van Book of the Law. Crowley vroeg hem in 1942 de Agape Lodge van diens Ordo Templi Orientis te leiden als vervanger van Wilfred Smith. Hij zou dat tot 1946 doen. Geïnspireerd door 'Book of Law' en Crowley's roman 'Moonchild' voerde Parsons in januari 1946 een serie van magische rituelen uit, waaronder de zogenaamde Babalon Working seksrituelen. Hierbij werd hij onder meer bijgestaan door L. Ron Hubbard ('the Scribe'), de latere oprichter van Scientology, en Marjorie Cameron. Doel was de incarnatie van een godin, Babalon (een aspect van de Egyptische godin Nuit), in een fysiek lichaam tot stand te brengen: een 'Moonchild'. Volgens Parsons waren de rituelen succesvol.

## L. Ron Hubbard
Met zijn vriendin Sarah Elizabeth Northrup (Betty) en 'magickal partner' L. Ron Hubbard richtte Parsons in januari 1946 een firma op, 'Allied Enterprises', die handelde in boten. Parsons bracht het meeste geld in, Hubbard een klein deel. Datzelfde jaar ging de al getrouwde Hubbard er met Sarah vandoor.

## Parsons' dood
Parsons kwam om het leven door een explosie in het koetshuis bij hem thuis in Pasadena dat hij als laboratorium gebruikte. Hij had er geprobeerd om raketbrandstof te mengen in een koffiepot. De conclusie in het politierapport was dat Parsons de pot op de grond had laten vallen, waardoor die explodeerde. Na het bericht over zijn dood pleegde Parsons' moeder dezelfde dag zelfmoord.
In 1972 vernoemde de Internationale Astronomische Unie een maankrater naar hem.